# Павлов, Иван Владимирович (фигурист)
Иван Владимирович Павлов (укр. Іван Володимирович Павлов; род. 26 сентября 1998 года в Киеве, Украина) — украинский фигурист, выступающий в мужском одиночном катании. Он двукратный чемпион Украины (2016—2017 годы), победитель Европейского юношеского Олимпийского фестиваля (2015 год), двукратный победитель первенства Украины среди юниоров (2013 и 2015 годы). С лета 2018 года выступал в парном катании с Софией Голиченко.

## Карьера
Иван Павлов начал выступления на юниорской арене осенью 2012 года, приняв участие в трёх этапах юниорской серии Гран-при. Он одержал победу в юниорском разряде на турнире в Минске и успешно выступил в этом же разряде на турнире в Ницце. В завершение сезона он стал победителем первенства Украины по фигурному катанию 2013 года. По решению Федерации фигурного катания Украины спортсмен был направлен на юниорский чемпионат мира в Милан, где вошёл в число двадцати сильнейших одиночников. В олимпийский сезон Павлов завоевал бронзовую медаль на чемпионате Украины и получил право представлять страну на юниорском чемпионате мира в Софии, где занял место во второй десятке.
В постолимпийском сезоне Павлов начал выступления на юниорском этапе Гран-при в Таллине, где неудачно исполнил произвольную программу. Более успешным стало выступление на этапе в Хорватии, где он занял пятое место. В ноябре он занял второе место на взрослом турнире Кубка Северной Рейн-Вестфалии в Дортмунде. Также стал серебряным призёром чемпионата Украины и победителем Европейского юношеского Олимпийского фестиваля. В марте 2015 года принял участие в юниорском чемпионате мира в Эстонии, где не продемонстрировал лучших результатов.
В августе 2015 года начал сезон на юниорском этапе Гран-при в Словакии, где занял восьмое место. На следующем этапе в Линце завоевал бронзовую медаль. Позднее занял пятое место на этапе серии «Челленджер» Кубок Таллина, установив личные рекорды. В декабре впервые стал чемпионом Украины. В январе 2016 года дебютировал на чемпионате Европы в Братиславе, где занял 15-е место, улучшив результат в короткой программе. На чемпионате мира в Бостоне прошёл в финальную часть соревнований.
Предолимпийский сезон начал на этапах юниорского Гран-при в Чехии и Словении. Победил на турнире в Минске. В декабре вновь стал чемпионом Украины. В январе 2017 года принял участие в чемпионате Европы в Остраве, где занял место во второй двадцатке и обновил личные рекорды. В феврале выступал на зимней Универсиаде в Алма-Ате, показав средний результат. В марте участвовал в чемпионате мира в Хельсинки, где не прошёл в финальную часть, но улучшил результат в короткой программе.
В олимпийском сезоне начал выступления в сентябре на этапе юниорского Гран-при в Риге, где после короткой программы лидировал, но завершил выступление на пятом месте. Позднее выступил на турнире Мемориал Ондрея Непелы в Братиславе, где вошёл в десятку. На этапе в Больцано занял шестое место. На турнире серии «Челленджер» в Минске улучшил личные результаты в короткой программе и по сумме, финишировал седьмым. На чемпионате Украины занял место вне призовой тройки. Был делегирован на юниорский чемпионат мира в Софии, где вошёл в десятку сильнейших и улучшил результат в произвольной программе.
В начале лета 2018 года начал выступления в парном катании с украинской фигуристкой Софией Голиченко.

## Спортивные достижения
| Соревнования/Сезон                                    | 2012—2013 | 2013—2014 | 2014—2015 | 2015—2016 | 2016—2017 | 2017—2018 |
| ----------------------------------------------------- | --------- | --------- | --------- | --------- | --------- | --------- |
| Чемпионаты мира                                       |           |           |           | 23        | 25        | 29        |
| Чемпионаты Европы                                     |           |           |           | 15        | 14        |           |
| Кубок Таллина                                         |           |           |           | 5         |           |           |
| Мемориал Непелы                                       |           |           |           |           |           | 9         |
| Minsk-Arena Ice Star                                  | 1 юн.     |           |           |           | 1         | 7         |
| Кубок Ниццы                                           | 4 юн.     | 2 юн.     |           | 7         | 7         |           |
| Универсиада                                           |           |           |           |           | 15        |           |
| NRW Trophy                                            | 4 юн.     | 2 юн.     | 2         |           |           |           |
| Чемпионаты мира (юниоры)                              | 20        | 15        | 16        |           |           | 8         |
| Этапы юниорского Гран-при: Хорватия                   |           |           | 5         |           |           |           |
| Этапы юниорского Гран-при: Чехия                      |           |           |           |           | 4         |           |
| Этапы юниорского Гран-при: Эстония                    |           | 7         | 7         |           |           |           |
| Этапы юниорского Гран-при: Австрия                    | 8         |           |           | 3         |           |           |
| Этапы юниорского Гран-при: Франция                    | 8         |           |           |           |           |           |
| Этапы юниорского Гран-при: Словакия                   |           | 8         |           | 8         |           |           |
| Этапы юниорского Гран-при: Словения                   |           |           |           |           | 7         |           |
| Этапы юниорского Гран-при: Турция                     | 8         |           |           |           |           |           |
| Этапы юниорского Гран-при: Латвия                     |           |           |           |           |           | 5         |
| Этапы юниорского Гран-при: Италия                     |           |           |           |           |           | 6         |
| Европейский юношеский Олимпийский фестиваль           |           |           | 1         |           |           |           |
| Кубок Баварии                                         | 1 юн.     |           |           |           |           |           |
| Чемпионаты Украины                                    |           | 3         | 2         | 1         | 1         | 2         |
| Первенство Украины по фигурному катанию среди юниоров | 1         |           | 1         |           |           |           |

- юн. — выступал в юниорском разряде.